# Єжовка (Кіквідзенський район)
Єжовка (рос. Ежовка) — хутір у Кіквідзенському районі Волгоградської області Російської Федерації.
Населення становить 824 особи. Входить до складу муніципального утворення Єжовське сільське поселення.

## Історія
Хутір розташований у межах українського історичного та культурного регіону Жовтий Клин.
Згідно із законом від 10 грудня 2004 року № 967-ОД органом місцевого самоврядування є Єжовське сільське поселення.

## Населення
| 2010 |
| ---- |
| 824  |